# 이데역
이데역(일본어: 井出駅)은 일본 야마나시현 미나미코마군 난부정에 있는 도카이 여객철도 미노부 선의 역이다. 단선 승강장 1면 1선의 구조를 지닌 지상역이다.

## 이용 현황
| 연도     | 하루 평균 승차 인원 |
| 2006년도 | 100                 |
| 2007년도 | 94                  |
| 2008년도 | 91                  |
| -------- | ------------------- |

## 역 주변
- 국도 제10호선
- 덴시 호
- 사노가와 온천

## 역사
- 1929년 3월 26일 : 이데후쿠시 정류장(井出福士停留場)이 개업.
- 1936년 6월 22일 : 이데후쿠시역(井出福士駅)으로 승격.
- 1938년 10월 1일 : 이데역으로 개칭.
- 1987년 4월 1일 : 민영화에 의해, 도카이 여객철도로 이관.

## 인접 정차역
| 도카이 여객철도 미노부 선 | 도카이 여객철도 미노부 선 | 도카이 여객철도 미노부 선 |
| ------------------------- | ------------------------- | ------------------------- |
| 도오시마 후지 방면        | ■ 미노부 선               | 요리하타 고후 방면        |